# Erdwolfspinne
Die Erdwolfspinne oder Gewöhnliche Nachtwolfspinne (Trochosa terricola) ist eine Webspinne aus der Familie der Wolfspinnen (Lycosidae).

## Merkmale

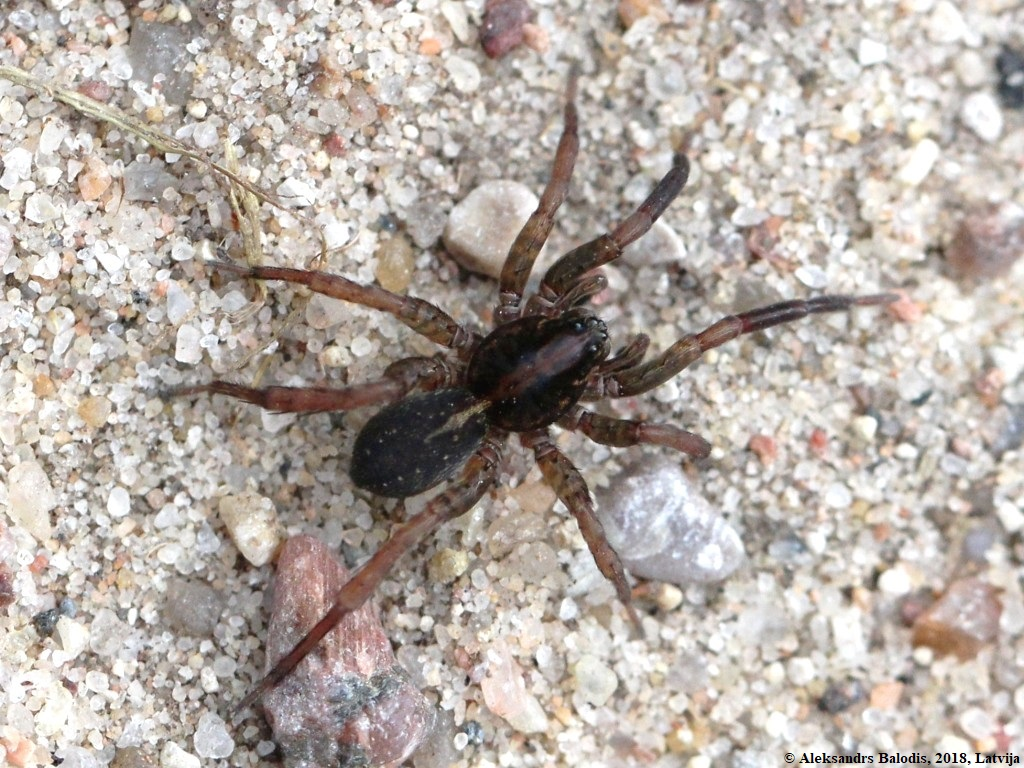
Männchen

Die Weibchen der Erdwolfspinne erreichen eine Körperlänge von 10 bis 14 Millimetern, Männchen eine von acht bis zehn. Die Grundfärbung der Art ist meist braun mit einem rötlichen Ton. Wie die anderen Vertreter der Gattung Trochosa besitzt auch die Erdwolfspinne auf dem Prosoma ein helles Längsband, welches in der Vorderhälfte über eine Ausbuchtung verfügt. Innerhalb dieser befinden sich jeweils zwei schwarze Längsstreifen. Das Opisthosoma besitzt einen helleren Spießfleck und dahinter mehrere Winkelflecken und hellere Punktpaare. Ein sicheres Unterscheidungsmerkmal von anderen Arten der Gattung ist die fehlende Klaue an der Tasterspitze beim Männchen.

### Ähnliche Arten
Die sieben in Europa vorkommenden Arten der Gattung Trochosa, T. hispanica, T. hungarica, T. ochracea, T. robusta, T. ruricola, T. spinipalpis und T. terricola sind schwer voneinander zu unterscheiden. Eine Bestimmung im Feld gelingt hauptsächlich bei den Männchen, da bei den Weibchen selbst die Geschlechtsorgane sehr ähnlich sind. Die Arten haben etwas unterschiedliche Ansprüche an ihr Habitat.

## Vorkommen
Die Erdwolfspinne bewohnt ganz Europa und Teile Asiens, dazu zählen Ostsibirien, China und Japan. Sie bevorzugt trockene bis mäßig feuchte Biotope mit Halbschatten oder voller Lichteinstrahlung. Solche Habitate bilden etwa Waldlichtungen und -ränder sowie Trockenrasen. Innerhalb ihres Verbreitungsgebietes ist die Erdwolfspinne häufig anzutreffen und wird dementsprechend nicht als bedroht eingestuft.

## Lebensweise

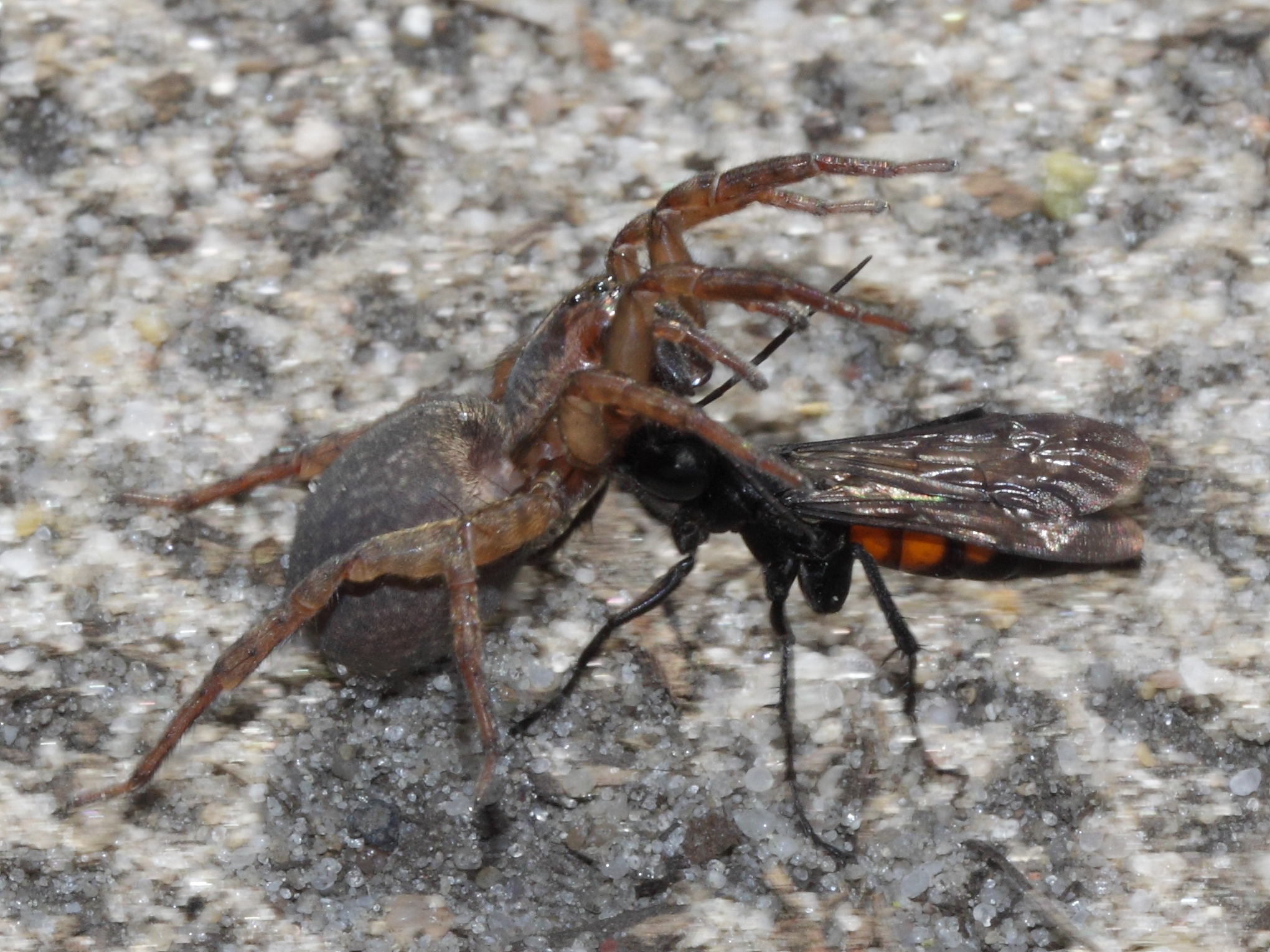
Frühlings-Wegwespe mit erbeuteter Erdwolfspinne

Wie alle Wolfspinnen ist auch die Erdwolfspinne überwiegend dämmerungs- und nachtaktiv. Tagsüber ist sie zwar ebenfalls gelegentlich zu beobachten, oft aber etwa unter Steinen oder Totholz verborgen. Hier gräbt die Spinne auch ihre Wohnröhre, in der sie sich zur Tageszeit gerne aufhält.

### Beutefang
Die Spinnen bauen keine eigenen Fangnetze, sondern streifen auf der Suche nach Nahrung umher. Beutetiere, überwiegend andere Gliederfüßer in passender Größe, werden wie bei Wolfspinnen üblich in einem Überraschungsangriff gepackt, ehe die Spinne ihr Gift injiziert. Die Erdwolfspinne wird nicht selten von Weibchen der Frühlings-Wegwespe und anderen Arten der Gattung Anoplius erbeutet. Diese Wegwespen sind Parasitoide und nutzen die zuvor mit einem Stich gelähmten Spinnen als Nahrungsvorrat für ihren Nachwuchs.

### Fortpflanzung
Die Paarungszeit ist bei der Erdwolfspinne im Frühjahr. Während der Paarung, die mehrere Stunden in Anspruch nimmt, steigt das Männchen auf den Rücken des Weibchens und führt abwechselnd seine Bulbi in die Epigyne des Weibchens ein. Einige Zeit nach der Paarung fertigt das Weibchen innerhalb seiner Wohnröhre seinen etwa 100 Eier umfassenden Kokon an und heftet ihn wie andere Wolfspinnen an die Spinnwarzen. Die geschlüpften Jungtiere klettern auf das Opisthosoma des Weibchens und verweilen dort bis zur ersten Häutung. Die Lebenserwartung der Erdwolfspinne beträgt zwei Jahre. Während die Weibchen ganzjährig anzutreffen sind, so sind die Männchen besonders im Frühjahr und bis in den Herbst aktiv.

## Systematik und Taxonomie
Bei ihrer Erstbeschreibung im Jahr 1856 durch T. Thorell erhielt die Spinne vom Beschreiber bereits ihren heutigen wissenschaftlichen Namen Trochosa terricola. Im Jahr 1861 wurde die Spinne von Niklas Westring in die Gattung Lycosa gestellt, wurde aber nach 1959 wieder als Trochosa akzeptiert.

## Galerie

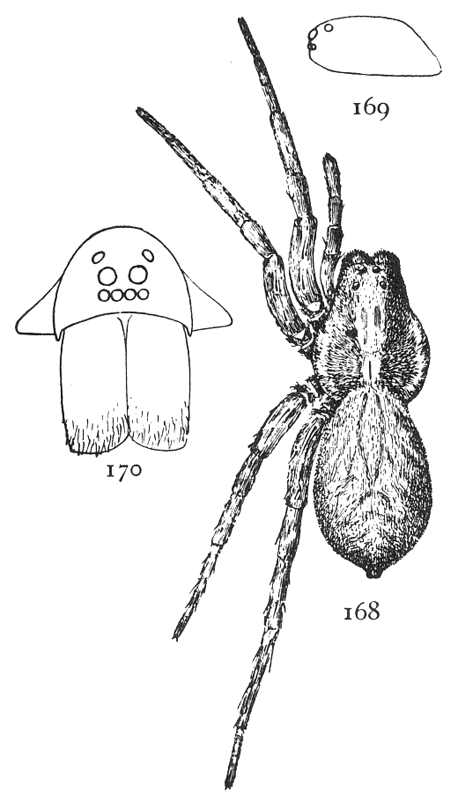
Grafik zur Veranschaulichung des Körperbaus der Erdwolfspinne
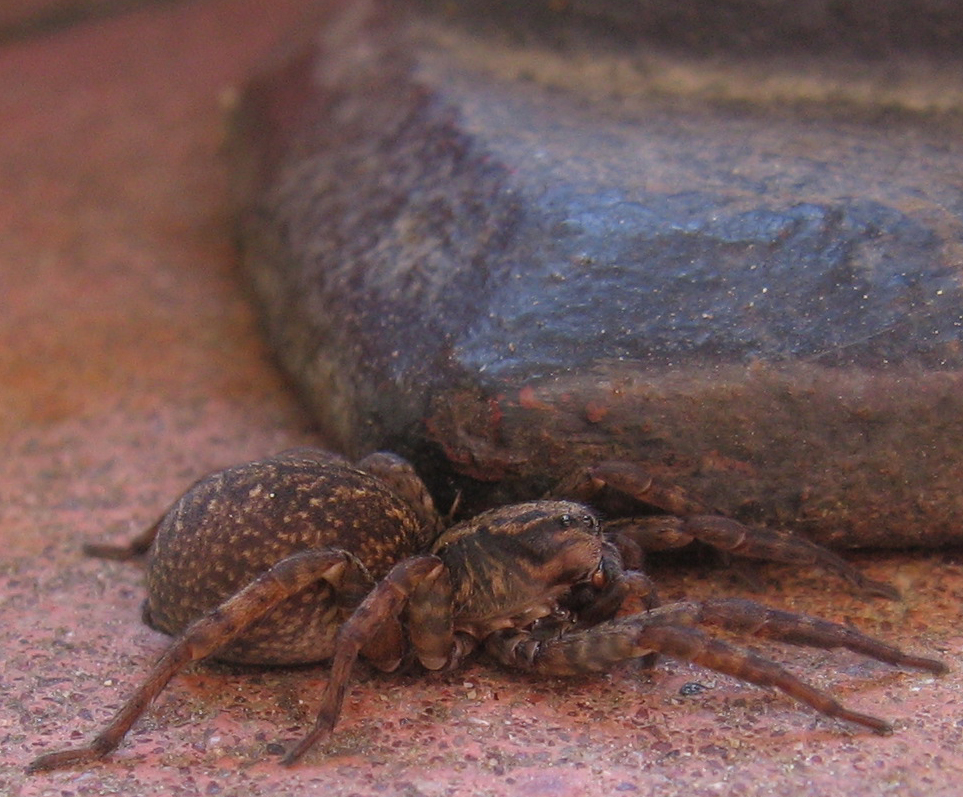
Lateralsicht eines Weibchens
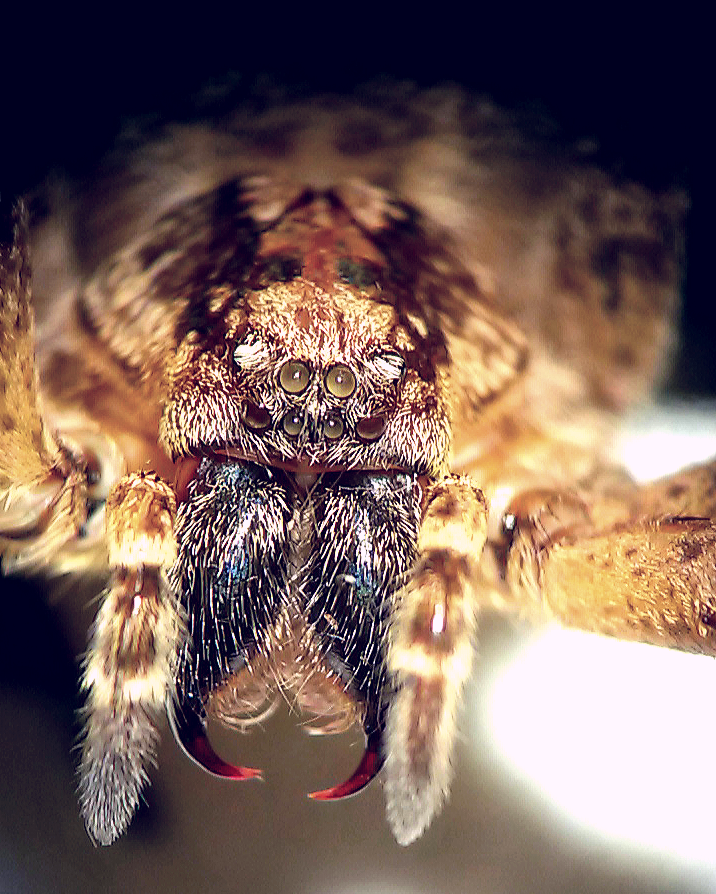
Kopfpartie eines Weibchens
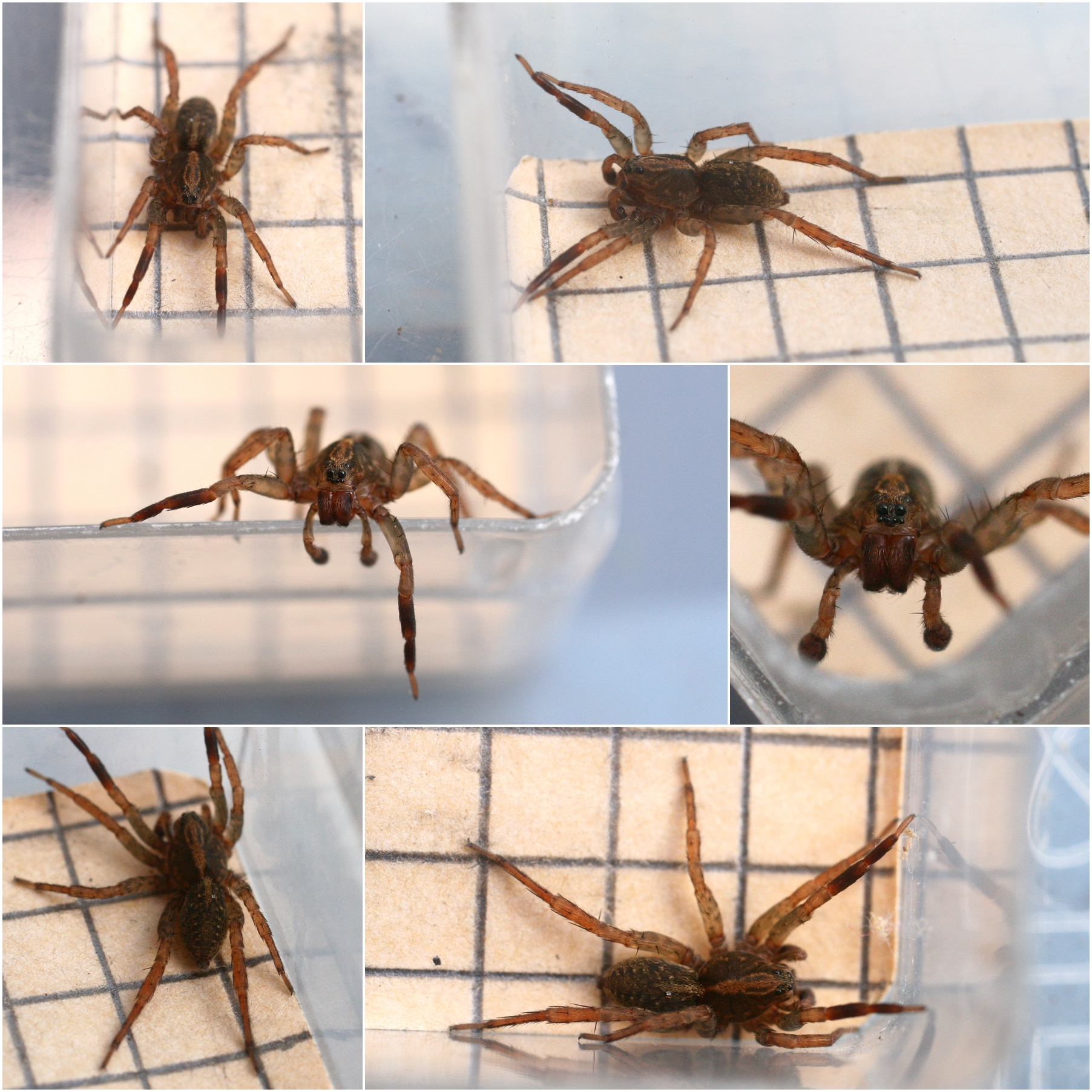
Verschiedene Ansichten eines Männchens